# بردية إدوين سميث

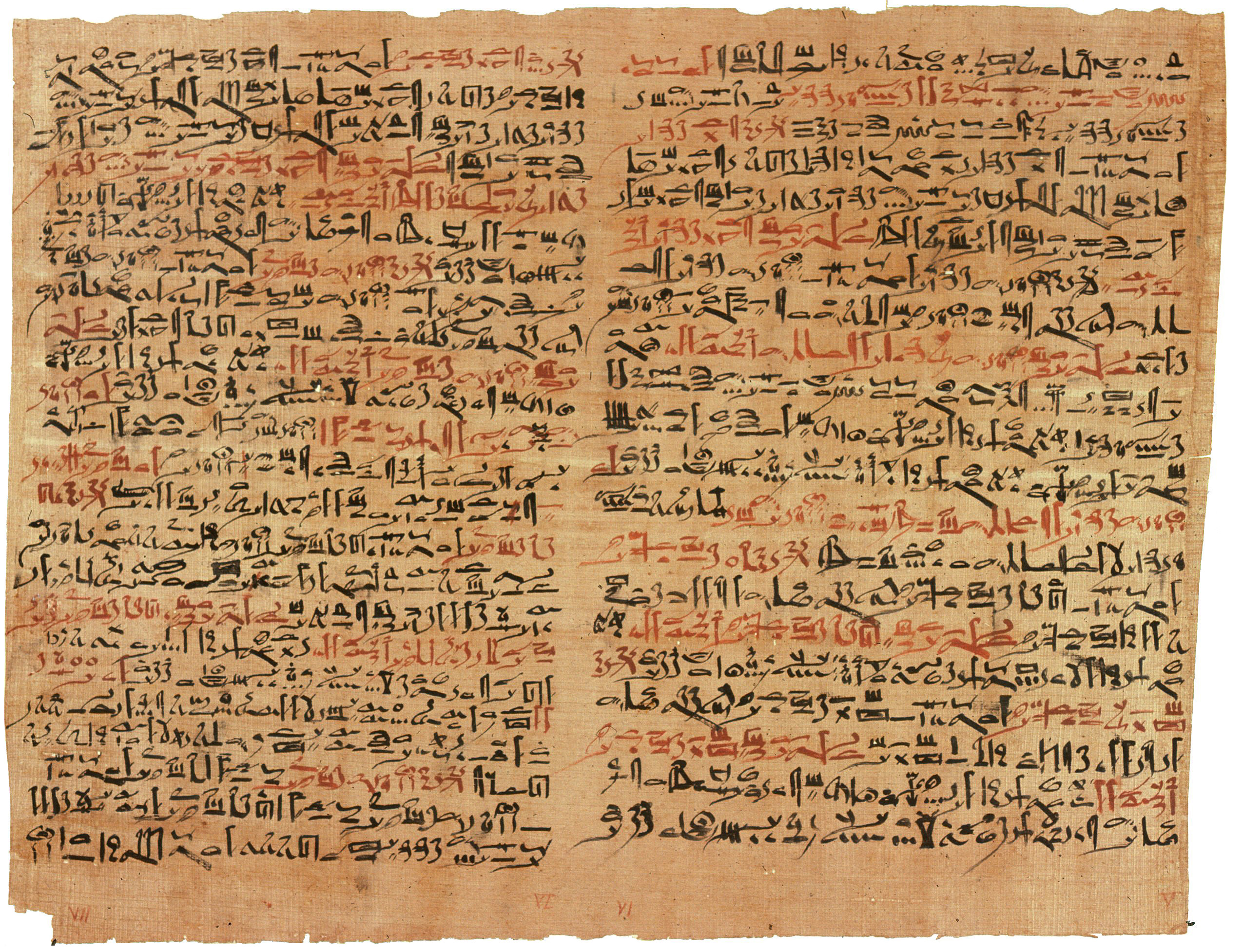
الألواح 6 و7 من بردية إدوين سميث في غرفة الكتب النادرة، أكاديمية نيويورك للطب

بردية إدوين سميث هي نص طبي مصري قديم، سميت على اسم التاجر الذي اشتراها في عام 1862، وتعد أقدم أطروحة جراحية معروفة عن الإصابات. كما تعد أول وثيقة طبية تصف سرطان الثدي. تصف هذه الوثيقة، التي ربما كانت دليلاً للجراحات العسكرية، 48 حالة من الإصابات والكسور والجروح والخلع والأورام. يعود تاريخها إلى الأسرات 16 - 17 من الفترة الانتقالية الثانية في مصر القديمة، ق. سنة 1600 قبل الميلاد.:70 تعتبر بردية إدوين سميث فريدة من نوعها بين البرديات الطبية الرئيسية الأربعة التي ما زالت باقية اليوم. في حين أن البرديات الأخرى، مثل بردية إيبرس وبردية لندن الطبية، هي نصوص طبية قائمة على السحر، فإن بردية إدوين سميث تقدم نهجًا عقلانيًا وعلميًا للطب في مصر القديمة،:58 لا يتعارض فيها الطب والسحر. كان السحر أكثر انتشارًا عندما كانت حالات المرض غامضة، مثل الأمراض الداخلية.
بردية إدوين سميث عبارة عن طومار بطول 4.68 متر أو 15.3 قدم. يحتوي الجانب الأمامي على 377 خطًا في 17 عمودًا، بينما يحتوي الجزء الخلفي على 92 خطًا في خمسة أعمدة. وبصرف النظر عن العمود الخارجي المجزأ من الطومار، فإن باقي البردية سليم، على الرغم من أنه تم قطعه إلى صفحات ذات عمود واحد في وقت ما في القرن العشرين.:70 وهي مكتوبة من اليمين إلى اليسار بالهيراطيقية، بالحبر الأسود مع التوضيح بالحبر الأحمر. تهتم الغالبية العظمى من البردية بالإصابات والجراحة، مع أقسام قصيرة عن أمراض النساء ومستحضرات التجميل في الجزء الخلفي. على الجانب الأمامي، هناك 48 حالة إصابة. توضح كل حالة نوع الإصابة وفحص المريض والتشخيص والعلاج.:26–28 يتكون الجانب المقابل من ثمانية تعاويذ سحرية وخمس وصفات طبية. تعد تعاويذ ذلك الجانب وكل من الحالة 8 والحالة 9 استثناءات للطبيعة العملية لهذا النص الطبي.:70 ربما كان استخدام التعويذات كملاذ أخير في الحالات الصعبة.

## التأليف
كتب معظم البردية كاتب واحد، مع نسخ أجزاء صغيرة فقط من قبل كاتب ثان. تنتهي البردية فجأة في منتصف السطر، دون إدراج مؤلف.:71 لذا، يعتقد أن البردية نسخة غير مكتملة من مخطوطة مرجعية قديمة من عصر المملكة القديمة، كما يتضح من الشكل والقواعد والمصطلحات القديمة. يتكهن جيمس هنري بريستد -لكنه يؤكد أن هذا تخمين خالص لا يستند إلى أي دليل- أن المؤلف قد يكون إمحوتب، وهو مهندس معماري، وكاهن كبير، وطبيب من عصر المملكة القديمة، 3000-2500 قبل الميلاد.:9

## المحتوى
تتضح الطبيعة العقلانية والعملية للبردية في ذكرها 48 حالة شاملة التاريخ، مدرجة وفقًا لكل عضو. الحالات المعروضة نموذجية وليست فردية. تبدأ البردية بمعالجة إصابات الرأس، وتستمر بذكر علاج إصابات الرقبة والذراعين والجذع، :29 تفصل الإصابات بترتيب تشريحي تنازلي مثل العرض التشريحي الحديث. يوضح عنوان كل حالة طبيعة الصدمة، مثل «التعامل مع فجوة جرح في رأسه، والتي اخترقت العظم وقسمت الجمجمة».:74 تضمنت عملية الفحص الموضوعي أدلة بصرية وشمية، وجسًا وأخذ النبض. بعد الفحص يتم التشخيص، حيث يحكم الطبيب على فرص بقاء المريض على قيد الحياة ويقوم بإجراء واحد من ثلاثة تشخيصات: «مرض سأعالجه»، «مرض سأواجهه»، أو «مرض لا يمكن علاجه». أخيرًا، يتم تقديم خيارات العلاج. في العديد من الحالات، يتم تضمين شرح للإصابة لتوفير مزيد من الوضوح.:70
من بين العلاجات إغلاق الجروح بالغرز (لجروح الشفة والحنجرة والكتف)، التضميد، الجبائر، الكمادات، منع وعلاج العدوى بالعسل، ووقف النزيف باللحم النيء. :72 يُنصح بمنع الحركة لإصابات الرأس والحبل الشوكي، بالإضافة إلى كسور الجزء السفلي من الجسم. يصف ورق البردي أيضًا ملاحظات تشريحية وفسيولوجية ومرضية واقعية. تحتوي البردية على أول أوصاف معروفة للتراكيب القحفية والسحايا والسطح الخارجي للدماغ والسائل الدماغي الشوكي والنبضات داخل الجمجمة.:1 تظهر الإجراءات التي تشملها البردية مستوى معرفة مصرية للأدوية تجاوزت أبقراط، الذين عاش بعد 1000 عام.:59 توضح البردية معرفة بتأثير إصابات الدماغ على أجزاء أخرى من الجسم، مثل الشلل. كما تم تسجيل العلاقة بين موقع الإصابة في الجمجمة وجانب الجسم المصاب، في حين لوحظ أن إصابات سحق الفقرات تضعف الوظائف الحركية والحسية. نظرًا لطبيعتها العملية وأنواع الإصابات التي تم دراستها فيها، يُعتقد أن البردية كانت بمثابة مرجع عن الإصابات الناتجة عن المعارك العسكرية.:11

## التاريخ
يعود تاريخ بردية إدوين سميث إلى الأسرات 16-17 في الفترة الانتقالية الثانية. حُكِمت مصر من طيبة خلال هذه الفترة، ومن المرجح أن تكون البردية قد نشأت بها.:70–71 ولد إدوين سميث، عالم المصريات الأمريكي، في ولاية كونيتيكت عام 1822 - في نفس العام الذي تم فيه فك شفرة الكتابة الهيروغليفية المصرية. قام سميث بشراء البردية في الأقصر عام 1862، من تاجر مصري يدعى مصطفى أغا.:25
كانت البردية في حوزة سميث حتى وفاته، ثم تبرعت ابنته بها لجمعية نيويورك التاريخية. هناك تم التعرف على أهميتها من قبل كارولين رانسوم ويليامز، التي كتبت إلى جيمس هنري بريستيد في 1920 حول «البرديات الطبية بمجموعة سميث» على أمل أن يتمكن من العمل عليها. أكمل بريستد الترجمة الأولى للبردية في عام 1930، بنصيحة طبية من الدكتور أرنو ب لوكهاردت.:26 غيرت ترجمة بريستيد فهم تاريخ الطب. ووضحت أن الرعاية الطبية المصرية لم تقتصر على طرق الشفاء السحرية التي ظهرت في مصادر طبية مصرية أخرى، واستُخدِمَت الممارسات العقلانية والعلمية، التي تمت من خلال المراقبة والفحص.:12
من عام 1938 حتى عام 1948، كانت البردية تعرض في متحف بروكلين. في عام 1948، قدمت جمعية نيويورك التاريخية ومتحف بروكلين البردية إلى أكاديمية نيويورك للطب، حيث لا تزال اليوم.:70
من عام 2005 حتى عام 2006، كانت بردية إدوين سميث معروضة في متحف المتروبوليتان للفنون في نيويورك. نشر جيمس ألين منسق الفن المصري في المتحف ترجمة جديدة للعمل تزامنت مع العرض. كانت هذه أول ترجمة إنجليزية كاملة منذ ترجمة بريستد في عام 1930. تقدم هذه الترجمة فهمًا أكثر حداثة الهيراطيقية والطب.

### العربية
- بردية أدوين سميث الجراحية - تاريخ مصر القديم - مكتبة الإسكندرية نسخة محفوظة 2 فبراير 2014 على موقع واي باك مشين.
- ول ديورانت. قصة الحضارة. ترجمة بقيادة زكي نجيب محمود. {{استشهاد بكتاب}}: الوسيط author-name-list parameters تكرر أكثر من مرة (مساعدة)
- بردية ادوين سميث

### الأجنبية
- Nunn, John F. "Ancient Egyptian Medicine". Normal, OK: University of Oklahoma Press, 1996.
- James Henry Breasted, The Edwin Smith Papyrus, New-York Historical Society 1922
- Ira M. Rutkow, The History of Surgery in the United States, 1775-1900, Norman Publishing 1988
- Robert H. Wilkins, Neurosurgical Classics, Thieme 1992
- Leonard Francis Peltier, Fractures: A History and Iconography of Their Treatment, Norman Publishing 1990
- Ann Rosalie David, The Experience of Ancient Egypt, Routledge 2000
- Nadey S. Hakim, Vassilios E. Papalois eds., Surgical Complications: Diagnosis & Treatment, Imperial College Press 2007

## وصلات خارجية
- Ancient Egyptian Medicine
- Medicine In Ancient Egypt
- Cybermuseum of Neuro Surgery
- History of Medicine نسخة محفوظة 5 مارس 2019 على موقع واي باك مشين. Lists other papyruses.
- Bishoy Morris, Surgery on papyrus
- The New York Academy of Medicine